# X射线衍射仪

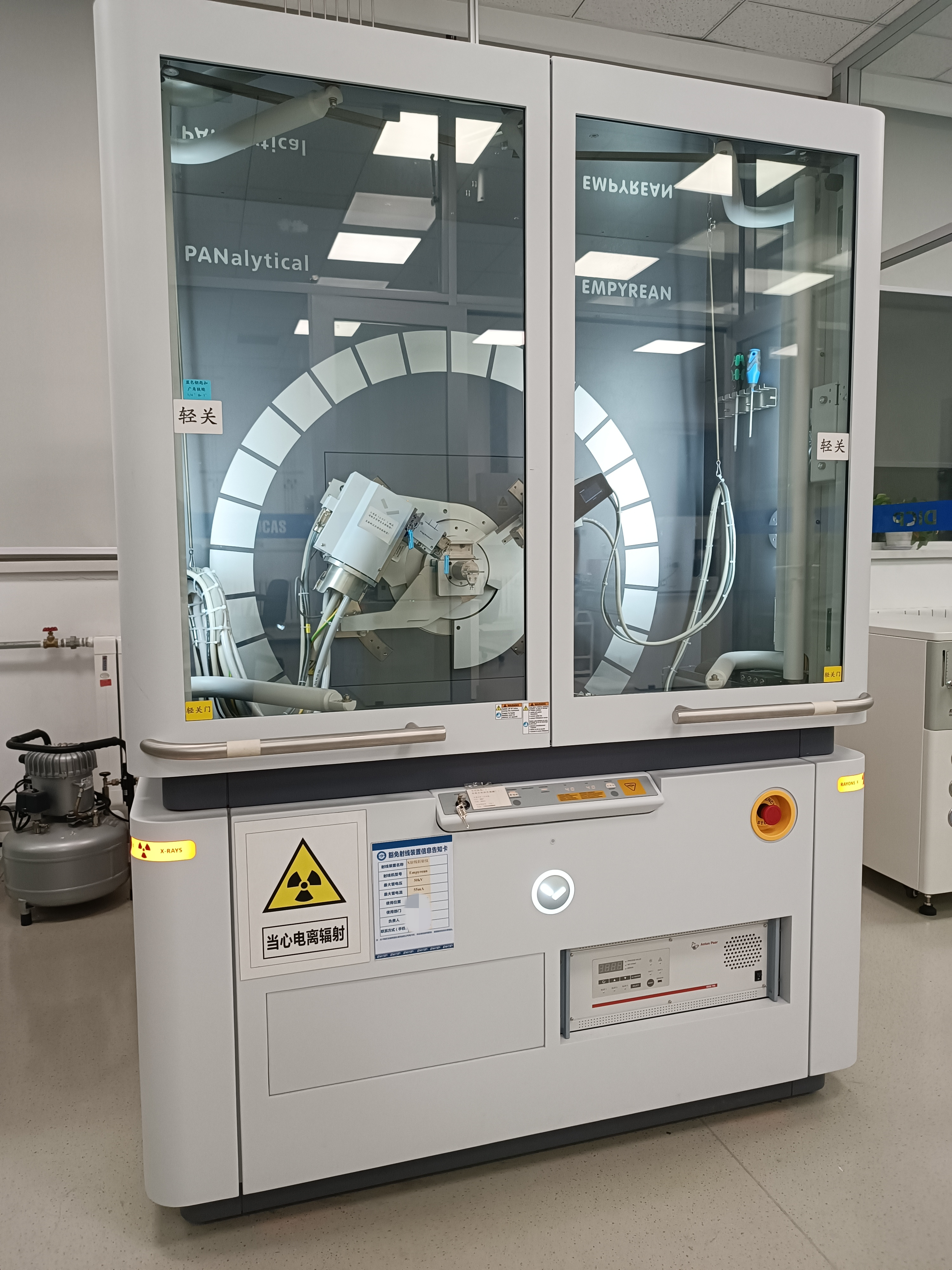
Bragg-Brentano型X射线衍射仪

X光繞射儀（X-ray diffractometer，XRD）是利用X光繞射原理研究物质内部结构的一种大型分析仪器。令一束X光和样品交互，用生成的衍射图谱来分析物质结构。它是在X射線晶体学领域中在原子尺度范围内研究材料结构的主要仪器，也可用于研究非晶体。

## 原理

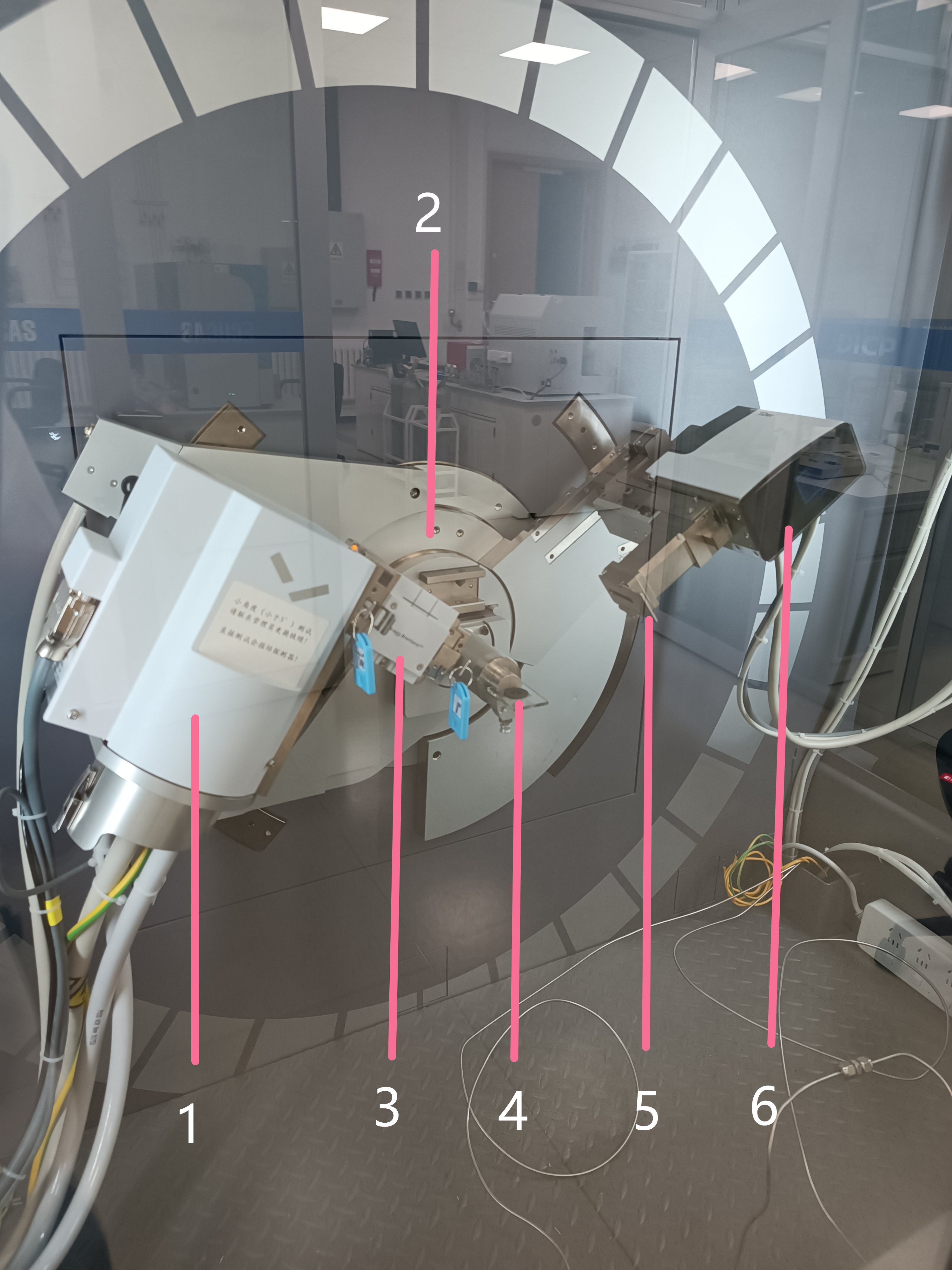
X射线衍射仪核心结构。
1.X射线管；2.测角仪；3.狭缝系统，包括发散狭缝以及索拉狭缝（Soller slit）；4.样品台以及样品；5.狭缝系统，包括防散射狭缝、索拉狭缝以及接收狭缝；6.单晶单色器和信号检测器

X光的波长和晶体内部原子面之间的间距相近，晶体可以作为X光的空间繞射光栅，即一束X射线照射到物体上时，受到物体中原子的散射，每个原子都产生散射波，这些波互相干涉，结果就产生繞射。繞射波叠加的结果使射线的强度在某些方向上加强，在其他方向上减弱。分析衍射结果，便可获得晶体结构。以上是1912年德国物理学家劳厄提出的一个重要科学预见，随即被实验所证实。1913年，英国物理学家布拉格父子在劳厄发现的基础上，不仅成功的测定了NaCl，KCl等晶体结构，还提出了作为晶体衍射基础的著名公式——布拉格方程：2dsinθ=nλ。
特征X光及其繞射X光是一种波长（0.06-20nm）很短的电磁波，能穿透一定厚度的物质，并能使荧光物质发光、照相机乳胶感光、气体电离。用高能电子束轰击金属靶产生X光，它具有靶中元素相对应的特定波长，称为特征X光。如铜靶对应的X光波长为0.154056 nm。对于晶体材料，当待测晶体与入射束呈不同角度时，那些满足布拉格衍射的晶面就会被检测出来，体现在XRD图谱上就是具有不同的衍射强度的衍射峰,晶粒較粗大 峰值起伏小 強度較低 而峰值強度和晶粒大小有關，微小顆粒能產生散射能力較強 。对于非晶体材料，由于其结构不存在晶体结构中原子排列的长程有序，只是在几个原子范围内存在着短程有序，故非晶体材料的XRD图谱为一些漫散射馒头峰。

## 构成
目前投入实际使用的衍射计主要分为以下3种：
- 四环式衍射计
- 胶片成像式衍射计
- 电荷耦合（CCD）衍射计

3种衍射计的仪器结构大致相同，皆经由钼或者阳极铜X射线管产生X光，再經过单色仪及瞄准器处理，然後射向由非晶向玻璃丝所固定的晶体试样上，玻璃丝与一个精准测角仪相连，以便调整试样表面和射线之间的角度。由于X光的高能属性，试样表面的温度会逐渐升高，因此有时会使用氮气流来冷却试样。

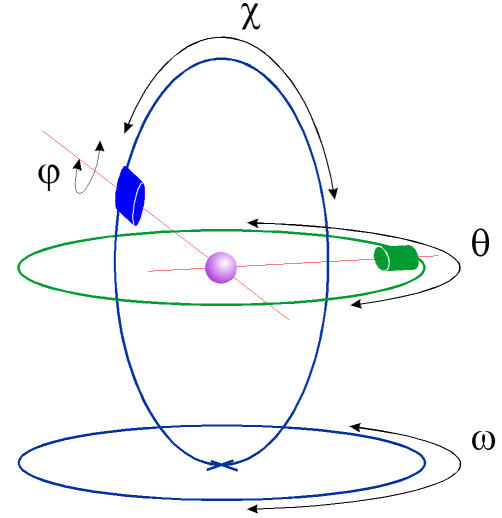
四环式衍射计中四个环的位置

由於反射角度依赖于晶体内部的晶层排列方式以及X射线的入射角度，打到不同晶层的X射线在理论上将会反射到所有方向上，只是在强度上有所差别。因此，为了分析出单晶试样的晶格结构和晶象参数，必须旋转试样。四環式衍射计會於四種角度上旋转，需時甚久。而另外兩款則採用平板式计数器，探測器本身不需要旋转，亦可同時探測不同入射角度，速度有所提升。